# 哈维·米尔克的时代
《哈维·米尔克的时代》（英語：The Times of Harvey Milk）是一部美国纪录片，在特柳赖德电影节、纽约电影节上首映，1984年11月1日在旧金山卡斯特罗剧院上映。影片由罗布·爱泼斯坦执导，里夏德·施米兴监制，哈维·菲尔斯坦叙述，马克·艾沙姆配乐。

## 内容
《哈维·米尔克的时代》记述了旧金山首个公开同性恋身份的监督员哈维·米尔克的政治生涯。影片以哈维被刺开头，记述哈维从社区活动家，成长为同性恋政治运动的象征，但最后又在1978年在旧金山被丹·怀特刺杀。以及怀特被判轻罪后同性恋群体的示威反抗。中间穿插了本来反对同性恋后来支持哈维的同僚、华人活动家及其他同性恋活动家的回忆。影片最后以哈维的呐喊结束。

## 获奖
影片获1985年奥斯卡最佳纪录片奖、首届圣丹斯电影节特别评审团奖及其他奖项。